# هال غريغ
هال غريغ (بالإنجليزية: Hal Gregg)‏ هو لاعب كرة قاعدة أمريكي، ولد في 11 يوليو 1921 في آناهايم في الولايات المتحدة، وتوفي في 13 مايو 1991 في بيشوب في الولايات المتحدة.

## وصلات خارجية
- هال غريغ على موقع دوري كرة القاعدة الرئيسي (الإنجليزية)
- هال غريغ على موقعبيزبول رفرنس.كوم (الدوري الرئيسي) (الإنجليزية)
- هال غريغ على موقعبيزبول رفرنس.كوم (الدوري الثانوي) (الإنجليزية)